# East Side Story (film)
East Side Story è un film comico-romantico del 2006 scritto, prodotto e diretto da Carlos Portugal.

## Trama
Il film tratta la storia di Diego, un giovane latino americano, che aiuta sua nonna a gestire il ristorante di famiglia mentre intrattiene rapporti con Pablo.
Diego si sente intrappolato dalla cultura conservatrice di East Los Angeles e ha intenzione di andarsene e aprire un ristorante di alto livello e spera di farlo con il suo amante, ma Pablo vede la loro relazione in modo molto diverso. Allo stesso tempo, Wesley e il suo ragazzo si trasferiscono, gentrificando il vicinato. L'attrazione tra Wesley e Diego è immediata costringendo entrambi gli uomini a riesaminare la loro vita.

## Produzione
Il film ha potuto contare su un budget di 500.000 dollari americani.

## Distribuzione
East Side Story è stato presentato per la prima volta al Newfest Film Festival il 7 giugno 2006. Il film ha poi avuto una distribuzione limitata nelle sale cinematografiche il 9 ottobre 2006.

## Riconoscimenti
- GLAAD Media Awards 2009 nella categoria miglior film per la televisione - vinto[3]